# Pécsudvard
Pécsudvard là một thị trấn thuộc hạt Baranya, Hungary. Thị trấn này có diện tích 8,43 km², dân số năm 2010 là 759 người, mật độ 90 người/km².